# Kurian
Kurian (latin curia) motsvarar Heliga stolens regering och centrala förvaltning. Genom detta är kurian näst påven det mest inflytelserika organet inom Romersk-katolska kyrkan. Beteckningen "kuria" uppkom mot slutet av 1000-talet som namn på den påvliga hovstaten. Den nuvarande apostoliska konstitutionen, Praedicate evangelium, författades av Franciskus och trädde i kraft söndagen den 5 juni 2022. Den ersatte Johannes Paulus II:s Pastor bonus från 1988.
Ordet kuria antas komma av gammallatinets coviria, en församling av män.
Den romerska kurian består nu, sedan den nya konstitutionen trätt i kraft, av statssekretariatet, sexton dikasterier, tre juridiska organ och sex ekonomiska organ, samt ytterligare tre kontor (Prefekturen för det påvliga hushållet, Kontoret för påvens liturgiska firande och Camerlengo för den heliga romerska kyrkan).
Tribunalerna är domstolar för olika ärenden, till exempel rörande äktenskap (Rota romana).

## Dikasterier
Den romerska kurian består av sexton dikasterier. Dessa departement kallades tidigare ”kongregationer” eller ”påvliga råd”.
1. Dikasteriet för evangelisation
2. Dikasteriet för trosläran (tidigare Troskongregationen)
3. Dikasteriet för biståndsarbete
4. Dikasteriet för östkyrkorna
5. Dikasteriet för gudstjänstliv och sakramentsförvaltning
6. Dikasteriet för helgonförklaringar
7. Dikasteriet för biskopar
8. Dikasteriet för prästerskapet
9. Dikasteriet för Gudsvigt liv och föreningar för apostoliskt liv
10. Dikasteriet för lekmännen, familjen och livet
11. Dikasteriet för främjande av kristen enhet
12. Dikasteriet för interreligiös dialog
13. Dikasteriet för kultur och utbildning
14. Dikasteriet för hållbar mänsklig utveckling
15. Dikasteriet för lagtexter
16. Dikasteriet för kommunikation